# Ніфурател
Ніфурател — синтетичний антибіотик, протигрибковий препарат та антипротозойний препарат з групи нітрофуранів для перорального застосування.

## Фармакологічні властивості
Ніфурател — синтетичний антибіотик, протигрибковий та антипротозойний препарат з групи нітрофуранів широкого спектра дії. Препарат має як бактерицидну, так і бактеріостатичну дію, що залежить від концентрації препарату та виду збудника. Механізм дії ніфурателу полягає у гальмуванні активності дегідрогеназ і пригніченні дихальних циклів мікробних клітин та порушенні синтезу білків у клітинах патогенних бактерій. До ніфурателу чутливі такі збудники: стафілококи, Enterococcus spp., Escherichia coli, Enterobacter spp., сальмонели, клебсієли, клостридії, шиґели, єрсинії, Vibrio cholerae, Proteus spp., Serratia spp., Pseudomonas spp., Pragia spp., Acinetobacter spp., Helicobacter pylori, Gardnerella vaginalis; а також хламідії, мікоплазми, Ureaplasma urealiticum. До ніфурателу чутливі також грибки роду Candida spp., і найпростіші — трихомонади, амеби та лямблії.

### Фармакокінетика
Ніфурател при пероральному прийомі швидко всмоктується з шлунково-кишкового тракту, біодоступність препарату не вивчена. Максимальна концентрація в крові ніфурателу досягається протягом 2 годин. Високі концентрації препарат створює у більшості тканин та рідин організму. Ніфурател проникає через гематоенцефалічний бар'єр. Ніфурател проникає через плацентарний бар'єр та виділяється в грудне молоко. Метаболізується препарат в печінці та скелетних м'язах. Виводиться ніфурател з організму переважно нирками в незміненому вигляді. Період напіввиведення препарату становить 2-4 години, цей час може збільшуватися при нирковій недостатності.

## Показання до застосування
Ніфурател застосовується при вульвовагінальних інфекціях, викликаних чутливими до препарату збудниками, амебіазі, лямбліозі, захворюваннях сечостатевої системи (циститі, уретриті, пієліті та пієлонефриті), у схемах лікування виразкової хвороби для ерадикації Helicobacter pylori.

## Побічна дія
При застосуванні ніфуратела можливі наступні побічні ефекти: рідко (0,01—0,1%) нудота, діарея, гіркота у роті; дуже рідко (менше 0,01%) висипання на шкірі, свербіж шкіри, кропив'янка, периферична нейропатія, блювання.

## Протипокази
Ніфурател протипоказаний при підвищеній чутливості до нітрофуранів, при нирковій недостатності, нейропатіях, дефіциті глюкозо-6-фосфатдегідрогенази, вагітності. Під час лікування ніфурателом рекомендовано припинити годування грудьми.

## Форми випуску
Ніфурател випускається у вигляді таблеток по 0,2 г. Ніфурател входить до складу комбінованого препарату «Макмірор комплекс».